# Аравачки језици
Аравачки језици (или мајпурски језици) су језичка породица, која укључује велики број језика староседелачких народа Јужне Америке и Кариба. 
Прааравачки језик из кога су настали аравачки језици је настао у Јужној Америци. Временом су се сеобом различитих аравачких народа, њихови језици проширили по Карипским острвима (Мали Антили, Велики Антили и Бахами); касније и по Централној Америци (Хондурас, Белизе).
Аравачки језици су део хипотетичке макро-аравачке групе језика. 

## Име
Филипо Салваторе Гили је 1782. ову породицу језика назвао мајпурски језици по мајпурском језику, којим се говорило у делу Венецуеле. До идеје о постојању ове породице језика, Гили је дошао поређењем мајпурског језика са другим језицима код којих је приметио постојање сличности. 
Век касније назив мајпурски језици је промењен у аравачки језици, према културно значајнијем аравачком језику. Назив аравачки језици је затим потпуно потиснуо назив мајпурски језици. 
Са појавом хипотезе о постојању макро-аравачке групе језика назив мајпурски језици је поново ушао у употребу. Тада су северноамерички лингвисти почели да користе назив аравачки језици за ширу групу језика, уместо назива макро-аравачки језици, а за основну језичку породицу у оквиру макро-аравачке групе језика, почели су да користе назив мајпурски језици, уместо назива аравачки језици. 

## Класификација
Аравачка породица језика је једна од највећих породица језика у Јужној Америци. Она се дели на две главне гране северну и јужну, које се даље деле на мање подгрупе. Укупан број језика у оквиру ове породице језика је 65 (од којих је 31 језик изумро). 
Аравачки језици:
- Северна грана
  - Горњоамазонска (северноамазонска) група:
    - Западна подгрупа: 
      - Ваинума †
      - Мариате †
      - Анауја †
      - Пиапоко
      - Ачагуа
      - Амарисана †
      - Кабијари
      - Варекена
      - Мандавака
      - Жумана †
      - Пасе
      - Кајвишана †
      - Јукуна
      - Гуару †

    - Источна подгрупа:
      - Тариана
      - Кару (кадава-пуритана): 
        - Ипека-курипако
        - Карутана-банива
        - Катаполитани-моривене-мапанаи

    - Ресигаро
    - Централноамазонска подгрупа: 
      - Марава †
      - Баре †
      - Гинао †
      - Јавитеро †
      - Банива (абане, аване) †
      - Банива (банива, курипако)
      - Мајпуре †

    - Манао: 
      - Манао †
      - Каријај †

    - Некласификовани: 
      - Варајку †
      - Јабана †
      - Вирина †
      - Ширијана †

  - Приморска група:
    - Аруан †
    - Вапишанска подгрупа (река Бранко): 
      - Аторада
      - Вапишана (вапићана)
      - Мапидиан

    - Та-аравачка (карибска аравачка) подгрупа:
      - Таино †
      - Гуахиро (Вахиро)
      - Параухано
      - Аравачки
      - Калифуна (ињери, острвскокарибски) †
        - Гарифуна (црнокарибски)

      - Шебајо? (могуће) †
      - Какуетио? (могуће) †

  - Источна група:[3]
    - Паликур
    - Мараван-карипура †
- Јужна грана:
  - Западна група: 
    - Јанеша
    - Чамикуро

  - Централна група:
    - Пареси подгрупа: 
      - Пареси
      - Саравека

    - Ваура подгрупа: 
      - Ваура-мехинаку
      - Јавалапити
      - Кустенау

  - Крајњејужна група:
    - Терена (укључује: киникинао, терена, гуана и чане)
    - Мохо подгрупа: 
      - Мохо
      - Бауре
      - Паунака †

    - Пиро подгрупа: 
      - Пиро (јине)
      - Мачинери
      - Ињапари †
      - Машко-пиро (кухарењо)
      - Канамари (канамаре) †
      - Апурина

  - Кампа група: 
    - Ашанинка (кампа)
    - Ашенинка (укључује: апурукајали, ацири, перене, пичис, укајали и унини)
    - Мачигенга (укључује: номацигенга, какинте, нанти (когапакори) и мачигенга)

О једном броју аравачких језика постоји мала количина података, због чега је отежана њихова класификација: 
- Кумерал
- Лапачу (аполиста) †
- Морике †
- Омехес †
- Томедес
- Енавененаве (салума)